# خرمالوی دریایی
خرمالوی دریایی (نام علمی: Diospyros maritima) نام یک گونه از سرده خرمالو است.